# マクシミリアン・フォン・ハッツフェルト

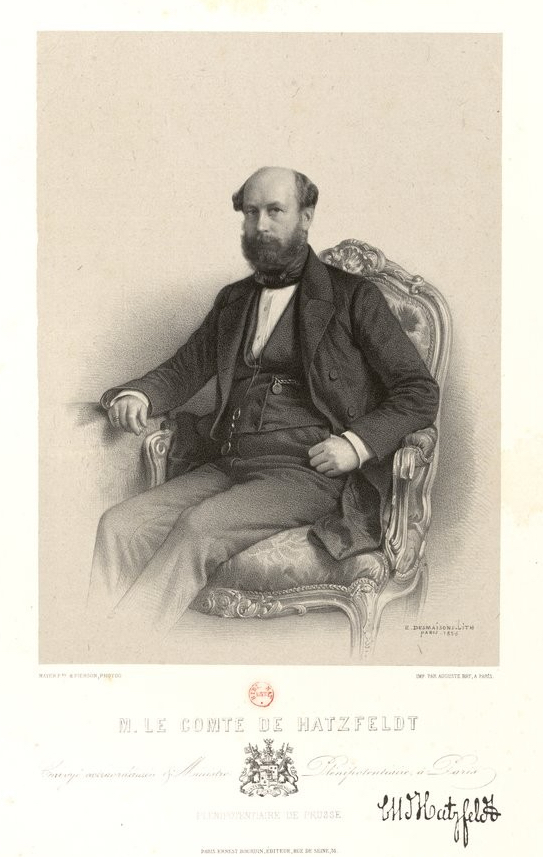
駐仏大使在任時のマクシミリアン・フォン・ハッツフェルト・ツー・トラッヘンベルク伯爵

マクシミリアン・フリードリヒ・カール・フランツ・フォン・ハッツフェルト・ツー・トラッヘンベルク伯爵（Graf Maximilian Friedrich Karl Franz von Hatzfeldt zu Trachenberg、1813年6月7日 - 1859年1月19日）は、プロイセンの貴族、外交官。外交経歴を始めてからずっとフランスで勤務し、クリミア戦争中には駐仏大使を務めた。

## 家系
ベルリン知事や駐オランダ・オーストリア大使を歴任したフランツ・ルートヴィヒとフリーデリケ・カロリーネ・フォン・デア・シューレンブルク伯爵令嬢の次男であり、末子として生まれた。父のフランツ・ルートヴィヒは、本来マインツ選帝侯領の軍人だったが、プロイセンへ移住してシュレージエンのトラッヘンベルク（現ポーランド領ジュミグルト）にある領地を相続し、1803年に侯爵に昇爵した。
長兄のヘルマン・アントンは父親の死後に家督を承継し、姉のルイーゼはプロイセンの陸軍大臣を務めたルートヴィヒ・ロット・フォン・シュレッケンシュタイン男爵に嫁いだ。もう一人の姉であるゾフィーは親戚のエドムント・フォン・ハッツフェルト＝ビルデンブルク伯爵と結婚したが、後に離婚して社会主義者のフェルディナント・ラッサールと恋人関係を結んだことで有名だ。ドイツ統一後の第二帝国時代にシュレージエン州長官・帝国議会議員を歴任し、トラッヘンベルク公爵（Herzog zu Trachenberg）に叙されたヘルマンと外務大臣・駐英大使を務めたパウルは、みなマクシミリアンの甥に当たる。

## 経歴

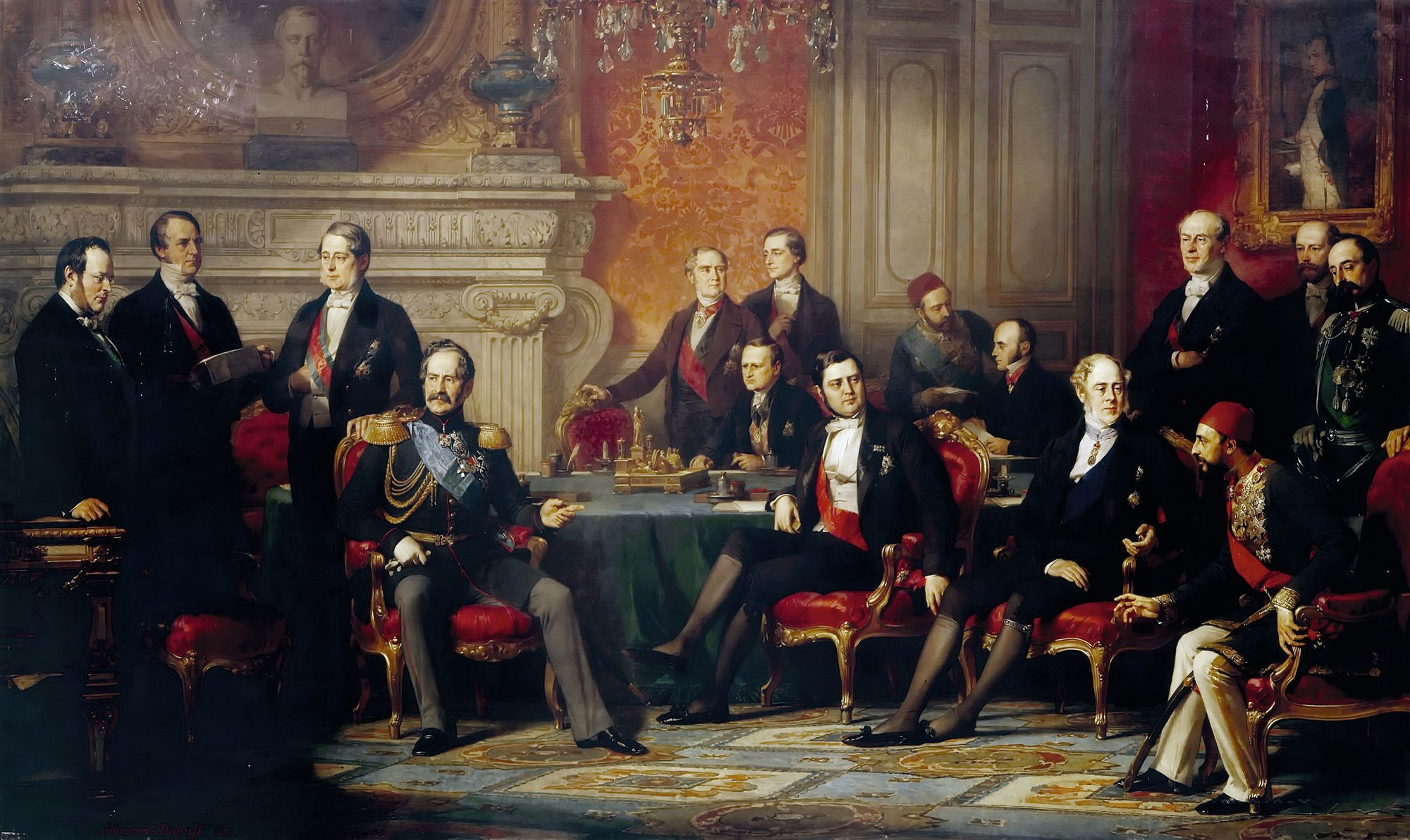
パリ会議に臨んだ各国の全権。右から2番目がハッツフェルト

1838年、パリのプロイセン大使館の書記官に赴任し、1847年には参事官となった。1848年から代理公使として公館の業務を代行し、1849年5月には全権大使に昇進しながら、フランス大統領のルイ・ナポレオンに信任状を奉呈し、死去時まで在任する。1852年、ルイ・ナポレオンの親衛クーデターによりボナパルト朝の帝政が回復すると、プロイセン政府は最初はこれの承認を躊躇した。しかし、フランスとの関係を意識したマントイフェル首相は、ハッツフェルトに宛てた書簡でフランスの平和的意図を確認すると共に、1853年1月11日付けでハッツフェルトがナポレオン3世に国書を伝えたことで彼の皇帝即位を認めることになった。また、ハッツフェルトには枢密顧問官の位が加わった。クリミア戦争の間、プロイセンは中立を堅持し、このためパリの外交界でハッツフェルトの立場は微妙な状況に置かれていた。
1856年2月、クリミア戦争の終結と講和議題を扱うパリ会議が開催されたが、プロイセンは戦争当事国ではないという理由で会議当初から招かれないなど、冷遇された。それでも、トルコ海峡の問題が議論され始めた3月中旬に至って1841年の海峡条約に参加したプロイセンも招待され、ハッツフェルトはマントイフェル首相に随行してプロイセンの代表として会議に臨んだ。両者は3月30日に締結されたパリ講和条約に署名し、この功績によりハッツフェルトは赤鷲勲章大綬章を授与されている。
1857年、スイスのノイエンブルク公領をめぐる紛争においてプロイセンは重大な挫折を経験し、ハッツフェルトはノイエンブルクに対する権利を放棄する国際条約に調印した。1859年1月19日、死去。葬儀はヴィルヘルム摂政も出席した中、ベルリンの聖ヘドヴィッヒ聖堂で行われ、遺体はトラッヘンベルクの家族領地に葬られた。

## 子女
1844年6月20日、パリでフランス元帥のボニファス・ド・カステラーヌ侯爵の次女であるラシェル・エリザベート・ポーリーヌ・ド・カステラーヌ（Rachel Elisabeth Pauline de Castellane、1823–1895）と結婚し、3男3女を儲けた。
- フランツ・ルートヴィヒ・ヘルマン（1845–1884）
- ヘレネ・ボニファス・パウリーネ・ルイーゼ（1847–1931） - ゲオルグ・フォン・カーニッツ伯爵と結婚
- メルヒオール（1848–1880） - マティルデ・フォン・ガウグレベンと結婚
- マルガレーテ（1850–1923） - アントン・ザウルマ・フォン・デア・イェルチュ男爵と結婚
- ルイーゼ（1852–1909） - ベルンハルト・フォン・ヴェルツェック伯爵と結婚
- ボニファキウス（1854–1921） - オルガ・マヌークベイ公女と結婚

ハッツフェルトの死後、彼の未亡人はルイ・ド・タレーラン＝ペリゴール公爵と再婚している。